# Kaadner Lokalbahnen

Die Strecken der Kaadner Lokalbahnen

Die Kaadner Lokalbahnen (tschech.: Kadaňské místní dráhy) war eine private Lokalbahn-Aktiengesellschaft im heutigen Tschechien. Sie war Eigentümer der staatlich garantierten Lokalbahnen zwischen Kadaň (Kaaden) und Vilémov (Willomitz) bzw. Radonice (Radonitz) und Doupov (Duppau) in Nordwestböhmen. Die Gesellschaft hatte ihren Sitz in Prag.

## Geschichte
Die Konzession für die Lokalbahnen Kaaden–Willomitz und Radonitz–Duppau wurde am 22. Dezember 1900 per Reichsgesetz erteilt. Konzessionäre waren die Herren „Dr. Franz Waldert, Advocat in Prag, Gustav Ritter Hodek von Zelevic, Zuckerfabrikant in Fünfhunden und Ferdinand Stamm, Bergwerksbesitzer in Fünfhunden“. Die Konzessionäre wurden verpflichtet, „den Bau der concessionierten Eisenbahnen sofort nach erhaltenem Bauconsense zu beginnen, binnen längstens zwei Jahren vom heutigen Tage angerechnet, zu vollenden und die fertigen Bahnen dem öffentlichen Verkehre zu übergeben, wie auch während der gesamten Concessionsdauer im ununterbrochenen Betriebe zu erhalten.“ Die Konzessionsdauer war auf 90 Jahre festgesetzt. Der Staat behielt sich zudem das Recht vor, die konzessionierte Bahn jederzeit einlösen zu können.
Das Aktienkapital der Aktiengesellschaft Kaadner Lokalbahnen betrug insgesamt 1.299.000 Kronen. Ausgegeben wurden 5413 Stammaktien zu je 200 Kronen und 1082 Prioritätsaktien zu je 200 Kronen.
Eröffnet wurden die Strecken am 10. November 1902 (Radonitz–Duppau) und am 1. August 1903 (Kaaden–Willomitz). Den Betrieb führten die k.k. österreichischen Staatsbahnen (kkStB) für Rechnung der Kaadner Lokalbahnen aus. Nach dem Ersten Weltkrieg traten an Stelle der kkStB die neu gegründeten Tschechoslowakischen Staatsbahnen ČSD. 
Am 1. Januar 1925 wurden die Kaadner Lokalbahnen per Gesetz verstaatlicht und die Strecken wurden ins Netz der ČSD integriert.

## Strecken
- Willomitz–Kaaden-Brunnersdorf (* 1903)
- Radonitz–Duppau (* 1902)

## Lokomotiven
Auf Rechnung der Kaadner Lokalbahnen wurden insgesamt vier Lokomotiven der bewährten kkStB-Reihe 97 beschafft. Die Lokomotiven besaßen die Betriebsnummern 97.127, 223, 226 und 227. Die 97.227 (ČSD 310.0118) blieb als Museumslokomotive erhalten. Sie gehört seit 1967 dem   Technischen Nationalmuseum in Prag und ist Bestandteil der ständigen Ausstellung in der Verkehrsabteilung des Museums.